# 小田氏の乱
小田氏の乱は、至徳4年/元中4年（1387年）に発生した鎌倉府と常陸国の小田氏との間の戦い。

## 概要

### 前史
小田氏は八田知家を祖として、鎌倉時代には常陸国の守護を務めて筑波郡・南郡などを支配するほどの家柄であったが、北条氏得宗家によって守護職や本拠であった信太荘を奪われて、小田城周辺を支配する小領主に没落していた。
そのため、小田治久は後醍醐天皇の討幕に呼応して北条氏打倒に参加した。しかし、旧領の多くは足利氏の所領となってしまった。そのため、足利尊氏が天皇の建武政権と対立すると、常陸国内では数少ない南朝方となり、東国進出を図る北畠親房を迎え入れた（親房が小田氏の下にあるときに『神皇正統記』を著している）。
だが、北朝方に攻められて暦応4年/興国2年（1341年）に治久が北朝側に降伏すると、一転して治久・孝朝親子は足利氏及び北朝に密着する戦略を取った。治久親子は同族の復庵宗己（治久の猶子）や中条長秀を介して足利尊氏に接近し、特に孝朝は和歌・剣術に優れて、尊氏の信任を得ることに成功した。文和元年/正平7年（1352年）、治久の死によって孝朝が家督を継承した。孝朝は足利氏の要請に応じて軍事活動に積極的に参加し、その功労によって信太荘の一部など旧領の一部を回復していった。

### 小山氏の乱と小田氏
そんな折の康暦2年/天授6年（1380年）に勃発した小山義政の乱は、後の小田氏の乱について記された『鎌倉大草紙』にも「小田入道恵尊（孝朝）は、先年小山退治の先手に参り、忠功の人也」と記されているように、小田孝朝にとっては戦功をあげて旧領を回復する好機であった。ところが、戦いの最中である永徳2年/弘和2年（1382年）の1月に鎌倉公方足利氏満の師で当時京都にいた義堂周信が将軍足利義満に大きな影響力を持つ兄弟子の春屋妙葩との会談で小田氏の件が話題に上がったと記されている（『空華日用工夫略集』永徳2年正月7日条）。当時、鎌倉府と小山義政の間で和平の交渉が進められる一方で、足利氏満が小山氏を滅ぼすことに積極的であったという状況において、先手の武将である小田氏が政治工作に動くとすれば、小山氏及び義政の助命問題であったと考えられている。小田氏にとって隣接する当時の東国有数の武家であった小山氏の存在は軍事的脅威である一方で、当時鎌倉府が進めてきた東国諸大名の勢力削減路線の対象に真っ先になりうる存在であった。ところが、その小山氏が滅亡に追い込まれた場合に次の標的になる可能性が最も高かったのが元南朝方で室町幕府中央とのつながりで旧領回復につとめてきた小田氏であるとみられた。そのため、小山氏の滅亡は小田氏にとっては他人事ではなかったのである。
だが、最終的に足利氏満は小山義政を討って小山氏を滅ぼすことを決断した。小田氏はこれによって恩賞を得て、ほぼ全盛期に匹敵する所領を回復こそしたものの、鎌倉府からの政治的圧力に対する防波堤となる小山氏は消滅し、同氏が就いていた下野国の守護職は鎌倉府の側近であった木戸法季が任じられ、実質上同国は鎌倉府の直接的な支配地となった（ただし、宇都宮氏や那須氏の支配地は除く）。『鎌倉大草紙』では小田氏の乱の遠因を小山義政の乱の恩賞の少なさをあげているが、それ以上に鎌倉府の勢力と直接隣接したことの方が小田氏にとっては不満と脅威を感じさせるものであったと考えられている。そして、実際に至徳2年/元中2年（1385年）頃より鎌倉府は小田氏が回復を目指した旧領でなおかつ小田氏の本拠地の目と鼻の先にあった信太荘や田中荘の一部が関東管領である上杉氏一門に与えて、小田氏の旧領回復路線への牽制と同氏への軍事的圧力が加えられたのであった。

### 小田孝朝父子の幽閉
至徳3年/元中3年（1386年）5月、室町幕府は鎌倉府の要望を認めて下総国にあった旧小山領下河辺荘の鎌倉府御料所編入を認める決定をした。同荘は小山氏の旧領ということだけでなく、既に鎌倉府の直接支配が及ぶようになっていた武蔵国と新たに支配下においた下野国を結ぶ交通の要所であり、鎌倉から下野に及び鎌倉府の支配ラインを完成させる意味で重要な地域であった。ところが、同月27日になって小山義政の遺児である若犬丸が旧臣とともに突如小山で決起して小山氏の本拠地であった祇園城を占領する。足利氏満自身の出陣によって7月には小山軍は敗走したものの、若犬丸を捕らえることはできなかった。この結果、初期において小山軍鎮圧に失敗した木戸法季は責任を問われて下野守護を更迭され、小山氏とは同族である下総北部の結城基光が下野守護に就任した。
ところが、至徳4年/元中4年（1387年・北朝は8月に嘉慶に改元）5月になって若犬丸の支持者が小山での再蜂起を準備していたところ鎌倉府の古河代官に捕縛され、その自白から若犬丸が小田氏に匿われているとの情報を入手した。当時、在倉制によって孝朝は治朝ら息子2人とともに鎌倉に出仕中であった。激怒した足利氏満は、6月13日に孝朝親子を捕らえて幽閉し、7月19日には上杉朝宗を総大将として若犬丸捕縛を名目に小田城に向けて軍勢を派遣した。

### 合戦
一方、留守を守っていた小田五郎（伝承では、治朝の弟・藤綱と言われているが、史実では孝朝の子・椎尾五郎兵衛（直高・重知）と推定されている）は、小田城で迎え撃つことの不利を悟り、男体城に立て籠もった。小田五郎や小田氏の家臣は真壁氏など、鎌倉府に不満を持つ周辺豪族らの支援を受けて抵抗したものの、北方の佐竹氏の討伐軍参戦によって食料を絶たれ、嘉慶2年/元中5年（1388年）5月18日には上杉軍の総攻撃によって男体城は陥落した。
男体城陥落後、足利義満の取り成しもあり、足利氏満は所領の大幅な没収と小田治朝を人質として那須資之に預けることを条件に小田孝朝を赦免した。これによって、小田氏の勢力は衰退することになり、守護の地位も佐竹氏が占めることとなった。一方、肝心の若犬丸の捜索には失敗し、以後も田村庄司の乱など東国における戦乱の要因となった。

### 備考
この戦いについて、小田氏や小山氏が南朝や藤氏一揆とのつながりが強い家柄であったことから、古くから南朝再興の戦いとする伝承として語られてきた。だが、この時期の小山氏や小田氏はむしろ京都の足利将軍家の信任を背景として鎌倉府と対峙した勢力であり、南北朝の争いの視点においては北朝勢力の中核であった。
小国浩寿は小田孝朝の行動は小山若犬丸の行動に巻き込まれた悲劇でも、鎌倉府の一方的な言いがかりによる謀略でもなく、特定の意図を持って若犬丸を匿ってその蜂起を支援したと説く。鎌倉府（鎌倉公方及び関東管領上杉氏）によって進められた下野国及び常陸国南部への進出は小田氏にとっては勿論、真壁氏など他の常陸国中南部の小領主たちにとっても脅威であった。彼らにとって望ましいのは、鎌倉府との軍事衝突によって小山氏の二の舞になる事態を避けつつ、鎌倉府の目を常陸から他の地域に移すことであった。そのために若犬丸を中心とした下野小山氏の再興の動きが活発化して鎌倉府がその対応に追われることを期待して、若犬丸たちへの支援を行ったと言うのである。だが、一見すると、直接的な行動に出るよりはリスクが少ないとみられていたこと方法が結果としては裏目に出てしまったのである。それは若犬丸の祇園城占拠の影響によって鎌倉府による下野国の直接支配は挫折して、小山氏の同族で下総国の有力武家であった結城氏が下野国の守護になったことであった。この方針転換によって鎌倉府からの小田氏に対する圧力も軽減され、小田氏からすれば発覚した際のリスクの高い若犬丸の支援を見直す機会となった。だが、結城氏の補任によって同氏とつながりが強い小山氏旧臣が新守護を受け入れて小山氏再興が困難になることを恐れた若犬丸側は反対に小田氏の思惑とは無関係に蜂起を図るようになり、その結果若犬丸の新たな蜂起計画が鎌倉府に知られただけではなく、小田氏の関与までが発覚してしまったのであった。その結果、小田孝朝が一番恐れていた鎌倉公方の小田氏討伐とこれに対する在地での蜂起、そして自身の捕縛・幽閉、その挙句の父・治久以来の悲願であった旧領回復どころか多くの所領を奪われるという最悪の事態がもたらされたのであった。